# Cumpas
Cumpas è un comune del Messico, situato nello stato di Sonora.